# Heinrich Graetz
Pour les articles homonymes, voir Graetz.
Heinrich Graetz, né Tzvi Hirsch Graetz le 31 octobre 1817 et mort le 7 septembre 1891, est un historien et théologien juif prussien. Il est l'un des premiers à écrire une Histoire complète du peuple juif dans une perspective juive.
Son magnum opus, L'Histoire des juifs, fut rapidement traduit dans d'autres langues et éveilla dans le monde entier l'intérêt pour l'histoire juive. En 1869, l'université de Breslau lui accorda le titre de professeur honoraire et en 1888 il fut nommé membre honoraire de l'Académie royale des sciences d'Espagne.

## Biographie
Tzvi Hirsch Graetz naquit dans une famille de bouchers à Xions (aujourd'hui Książ Wielkopolski) en province de Posnanie.
Il débuta sa scolarité à Zerkow (nom allemand de Żerków, en Pologne), où ses parents s'étaient installés, et fut envoyé en 1831 à Wollstein (aujourd'hui Břeclav, en République tchèque), où il fréquenta la yeshivah locale jusqu'en 1836, acquérant des connaissances profanes par ses études privées. Les Neunzehn Briefe von Ben Uziel du rabbin Samson Raphael Hirsch firent sur lui une impression puissante et il résolut de se préparer à des études théoriques pour se faire le champion de la cause du judaïsme orthodoxe.
Son intention première était d'aller à Prague, où l'attirait la réputation de sa vénérable yeshivah et les possibilités d'étude offertes par l'université. Ayant été refusé par les fonctionnaires de l'immigration, il revint à Żerków et écrivit à Samson Raphael Hirsch, alors rabbin d'Oldenbourg, en lui faisant savoir son désir. Hirsch lui offrit de l'héberger chez lui. Graetz y arriva le 8 mai 1837 et passa trois ans en tant qu'élève, compagnon et copiste.
En 1840, il accepta un poste de précepteur dans une famille d'Ostrowo (aujourd'hui Ostrów Wielkopolski) et entra à l'université de Breslau en octobre 1842. Il obtint son doctorat à l'université d'Iéna.
La controverse entre le judaïsme réformateur et l'orthodoxie était alors à son comble et Graetz, fidèle aux principes de son maître Samson Raphael Hirsch, commença sa carrière littéraire en contribuant à la revue Orient, dirigée par Julius Fürst, dans laquelle il critiqua sévèrement le parti de la Réforme et l'édition de la Mishnah par Geiger (Orient, 1844). Ces contributions, ainsi que sa défense de la cause conservatrice à l'occasion des conférences rabbiniques, le rendirent populaire dans les milieux orthodoxes. Ce fut surtout le cas quand il fit campagne pour qu'on donnât un vote de confiance à Zacharias Frankel après qu'il eut quitté la conférence de Francfort à cause de la position qu'avait prise la majorité sur la question de la langue hébraïque. Après avoir obtenu son doctorat à l'université d'Iéna (sa thèse, De Auctoritate et Vi Quam Gnosis in Judaismum Habuerit 1845, fut publiée un an plus tard sous le titre Gnosticismus und Judenthum), Graetz fut nommé directeur d'une école religieuse de Breslau et enseigna par la suite l'histoire au Séminaire théologique juif de cette ville, berceau du mouvement Massorti dont Graetz fut l'un des fondateurs. La même année, il fut invité à prêcher devant la congrégation de Gleiwitz, en Silésie, mais ce fut un échec complet.
Il resta à Breslau jusqu'en 1848, année au cours de laquelle, sur le conseil d'un ami, il se rendit à Vienne afin d'y poursuivre une carrière de journaliste. En chemin, il s'arrêta à Nikolsburg (aujourd'hui Mikulov, en République tchèque), résidence de Samson Raphael Hirsch, grand-rabbin de Moravie. Hirsch, qui envisageait alors de créer un séminaire rabbinique, employa Graetz à titre temporaire comme enseignant à Nikolsburg et lui confia en 1850 le poste de directeur de l'école juive de la ville voisine de Lundenburg (aujourd'hui Břeclav, en République tchèque).
En octobre 1850, Graetz épousa Marie Monasch, de Krotoszyn. Il semble que le départ de Hirsch de Nikolsburg ait eu une influence sur la carrière de Graetz ; en 1852, ce dernier quitta Lundenburg pour Berlin, où il donna une série de conférences sur l'histoire juive devant les étudiants en théologie juive, avec peu de succès, semble-t-il. Pendant ce temps, son apologie du cours de Frankel l'avait mis en relation étroite avec ce dernier, pour la revue duquel il rédigea de  nombreux articles qui lui valurent d'être nommé en 1854 membre du personnel enseignant au séminaire de Breslau, présidé par Zacharias Frankel. Il conserva ce poste jusqu'à sa mort, enseignant l'histoire et l'exégèse de la Bible, avec un cours d'introduction au Talmud. En 1869, le gouvernement lui conféra le titre de professeur et à partir de ce moment, il fit un cours à l'université de Breslau.
En 1872, Graetz se rendit en Palestine en compagnie de son ami Gottschalck Levy, de Berlin, dans le but d'étudier les sites de la première période de l'histoire juive, qu'il traita dans les deux premiers volumes de son Histoire, publiés de 1874 à 1876. Durant son séjour en Palestine, il donna le coup d'envoi de la fondation d'un orphelinat. Il s'intéressa aussi de près aux progrès de l'Alliance israélite universelle (AIU) et participa en tant que délégué à la convention réunie à Paris en 1878 pour venir en aide aux juifs de Roumanie.

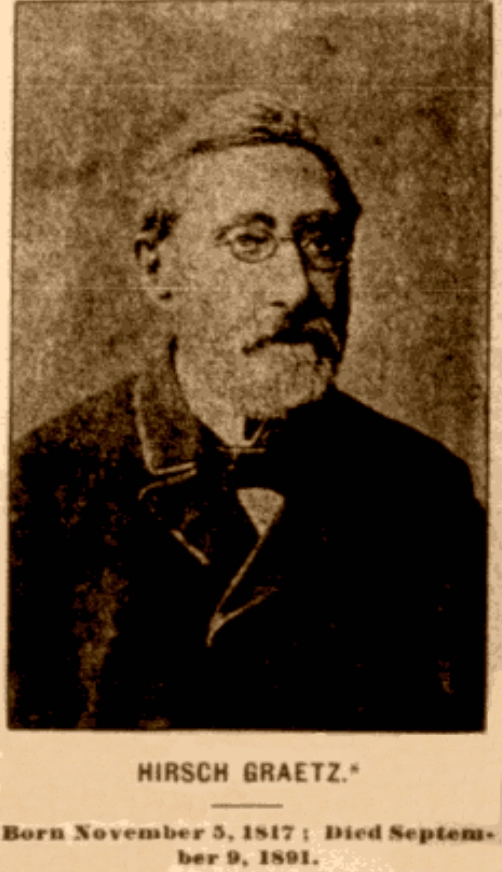
Hirsch Graets, The Jewish Exponent, septembre 1891

Le nom de Graetz fut mis en avant dans la controverse antisémite, surtout après que l'historien Heinrich von Treitschke eut publié son ouvrage Ein Wort über Unser Judenthum (1879-1880) dans lequel, faisant allusion au onzième volume de l'Histoire, il accusait Graetz de haine envers le christianisme et de préjugés à l'égard du peuple allemand et voyait en lui une preuve que les juifs ne pourraient jamais s'assimiler à leur environnement.
Cette attaque contre Graetz eut un grand effet sur l'opinion publique. Même des amis des Juifs comme Theodor Mommsen et des avocats du judaïsme au sein de la communauté condamnèrent vivement les expressions de Graetz, jugées trop passionnées. Ce fut à cause de cette impopularité relative qu'on ne l'invita pas à participer à la commission créée par l'Union des congrégations juives allemandes (Deutsch-Israelitischer Gemeindebund) visant à promouvoir l'étude de l'histoire des Juifs d'Allemagne (1885). Malgré tout, sa renommée s'étendit à l'étranger et les promoteurs de l'Exposition anglo-juive l'invitèrent en 1887 à prononcer une conférence lors de l'inauguration.
Le soixante-dixième anniversaire de sa naissance fut l'occasion pour ses amis et ses disciples de lui témoigner la grande estime dans laquelle ils le tenaient, et un volume d'essais scientifiques fut publié en son honneur (Jubelschrift zum 70. Geburtstage des Prof. Dr. H. Graetz, Breslau, 1887). Une année plus tard, (27 octobre 1888) il fut nommé membre honoraire de l'Académie royale espagnole à laquelle, comme marque de gratitude, il dédia la troisième édition du huitième volume de son Histoire.
A l'été 1891, alors qu'il séjournait à Karlsbad, comme il en avait l'habitude, des symptômes alarmants de maladie du cœur le contraignirent à interrompre sa cure thermale. Il se rendit alors à Munich pour rendre visite à son fils Léo Graetz, professeur à l'université de cette ville, et y mourut des suites d'une brève maladie. Il fut enterré à Breslau. Outre Léo, il laissa trois fils et une fille.
Une édition anglaise en cinq volumes fut publiée à Londres en 1891-92 sous le titre de History of the Jews from the Earliest Times to the Present Day (Histoire des Juifs depuis les temps les plus reculés jusqu'à nos jours), en 5 volumes, par le professeur H. Graetz, édité et partiellement traduit par Bella Löwy. Selon une recension dans l'édition de janvier-avril 1893 de la Quarterly Review (Revue trimestrielle), « l'ouvrage était sous presse dans sa version anglaise et avait reçu les dernières corrections de l'auteur, quand Graetz est mort en septembre 1891 ».

## Exégèse
Les études historiques de Graetz, remontant jusqu'aux temps bibliques, le conduisirent tout naturellement à s'occuper d'exégèse. Dès les années 1850, il publia dans le Monatsschrift des essais traitant d'exégèse tels que Fälschungen in dem Texte der LXX (1853) et Die Grosse Versammlung: Keneset Hagedola (1857) ; avec sa traduction et ses commentaires de l'Ecclésiaste et du Cantique des cantiques (Breslau, 1871), il commença la publication de travaux d'exégèse distincts. Un commentaire et une traduction des Psaumes suivirent (1882-83). Vers la fin de sa vie, il projeta une édition de la Bible hébraïque tout entière, avec ses propres corrections textuelles. Un prospectus annonçant ce travail parut en 1891. Peu de temps avant la mort de l'auteur, une partie de l'ouvrage, Isaïe et Jérémie, fut éditée sous la forme dans laquelle l'auteur avait eu l'intention de le publier ; le reste, qui ne contenait que des notes et non le texte lui-même, fut édité sous le titre Emendationes in Plerosque Sacræ Scripturæ Veteris Testamenti Libros par W. Bacher (Breslau, 1892-94).
Ce qui caractérise le plus l'exégèse de Graetz, c'est l'audace de ses corrections textuelles, lesquelles substituent souvent au texte massorétique quelque chose de conjectural, même s'il a toujours consulté soigneusement les versions anciennes. Il fixait aussi avec trop d'assurance la date d'un livre biblique ou de tel ou tel passage, même lorsqu'il ne pouvait s'agit au mieux que d'une hypothèse. Ainsi son hypothèse sur l'origine de l'Ecclésiaste, située à l'époque d'Hérode le Grand, est-elle difficilement défendable, même si elle est présentée de façon brillante. Ses corrections textuelles montrent une grande finesse, et avec le temps elles ont gagné en respect et en acceptation.

## Travaux

### Histoire des Juifs
La postérité connaît surtout Graetz en tant que grand historien du peuple juif, bien qu'il eût aussi réalisé un travail considérable dans le domaine de l'exégèse. Sa Geschichte der Juden remplaça tous les anciens travaux analogues, notamment celui d'Isaak Markus Jost (de), en son temps considéré comme une œuvre remarquable, et il fut traduit dans un grand nombre de langues. Le quatrième volume, qui commençait par la période suivant la destruction de Jérusalem, fut publié le premier. Il parut en 1853, mais la publication ne fut pas un succès financier et l'éditeur refusa de continuer. Heureusement, une nouvelle maison d'édition, l'Institut zur Förderung der Israelitischen Literatur, fondée par Ludwig Philippson, entreprit de publier les volumes ultérieurs en commençant par le troisième, qui couvrait la période allant de la mort de Judas Maccabée à la destruction du Temple de Jérusalem. Il fut publié en 1856 et fut suivi du cinquième, après quoi les volumes parurent dans une succession régulière jusqu'au onzième, qui fut publié en 1870, et Graetz poursuivit son Histoire jusqu'en 1848, année à laquelle il mit un terme à ses travaux, ne voulant pas inclure des personnes vivantes.
Malgré cette réserve, il n'en offensa pas moins gravement le Parti libéral, lequel conclut des articles que Graetz publiait dans le Monatsschrift qu'il montrait peu de sympathie pour les éléments réformateurs et refusa de publier le volume à moins que le manuscrit ne lui fût soumis pour examen. Graetz ayant refusé, le volume parut sans le concours de la maison d'édition. Les volumes I et II furent publiés après le retour de Graetz de Palestine. Ces volumes, dont le second en fait se composait de deux parties, parurent en 1872-75 et terminèrent cette tâche impressionnante. Pour un public plus populaire, Graetz publia par la suite un résumé de son travail sous le titre Volksthümliche Geschichte der Juden, où il conduisit l'histoire jusqu'à son époque.
Une traduction en anglais fut entreprise par S. Tuska, lequel publia en 1867 à Cincinnati une partie du volume IX sous le titre Influence of Judaism on the Protestant Reformation (Influence du judaïsme sur la Réforme protestante). Le quatrième volume fut traduit par James K. Gutheim sous les auspices de la Société de publication juive américaine sous le titre History of the Jews from the Down-fall of the Jewish State to the Conclusion of the Talmud (Histoire des Juifs depuis la Ruine de l'État juif jusqu'à l'achèvement du Talmud, New York, 1873).
L'édition française fut publiée à partir de 1882 jusqu'en 1897, traduite par Lazare Wogue et Moïse Bloch.

## Publications
- Geschichte der Juden von den ältesten Zeiten bis auf die Gegenwart (Histoire des Juifs), 11 volumes, 1853–75
- Geschichte der Juden von den ältesten Zeiten bis auf die Gegenwart volume 10.
- La Construction de l'histoire juive : gnosticisme et judaïsme, éditions du Cerf, coll. Passages, Paris 1992,  (ISBN 2-204-04413-X).

## Analyse critique
- Joël Hanhart, Waldemar Mordekhaï Haffkine (1860-1930). Biographie intellectuelle, éditions Honoré Champion, Paris, 2016.